# (826) Henrika
(826) Henrika – planetoida z pasa głównego asteroid okrążająca Słońce w ciągu 4 lat i 172 dni w średniej odległości 2,71 au. Została odkryta 28 kwietnia 1916 roku w Landessternwarte Heidelberg-Königstuhl w Heidelbergu przez Maxa Wolfa. Pochodzenie nazwy nie jest znane. Przed jej nadaniem planetoida nosiła oznaczenie tymczasowe (826) 1916 ZO.